# 시모네 시몬스

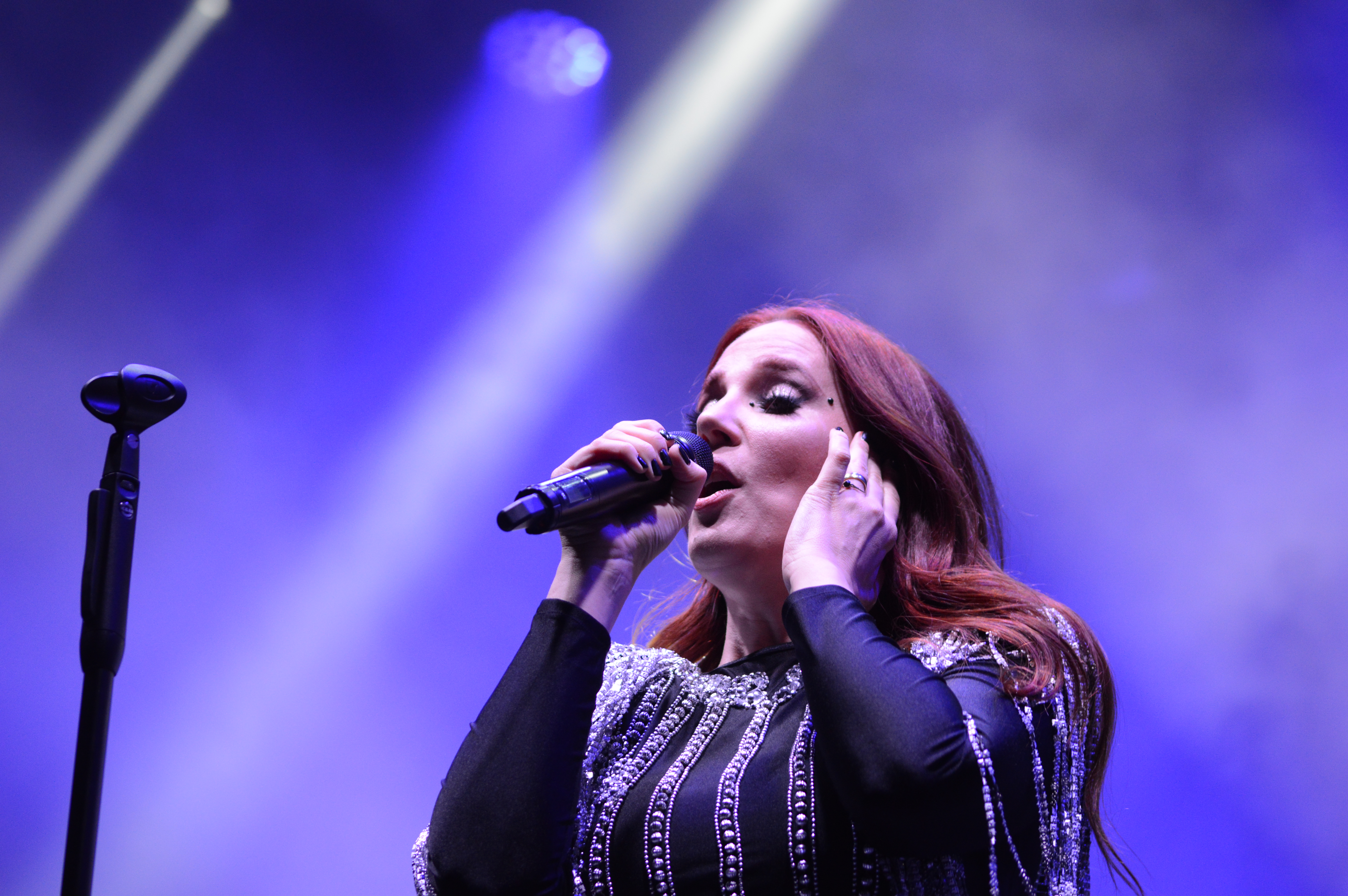
Simone Simons, 2022

시모네 시몬스(Simone Simons, 본명: Simone Johanna Maria Simons, 1985년 1월 17일 ~ )는 네덜란드의 싱어송라이터이다. 17세에 참가한 네덜란드의 심포닉 메탈 밴드 에피카의 리드 가수로 유명하며 8개의 스튜디오 음반을 내고 세계 투어를 다녔다. 가창 경력에서 카멜롯, 리브즈 아이즈, 프라이멀 피어, 에이리온, 앙그라 등의 밴드들과 협업을 하기도 했다. 부분적으로는 스문스타일(SmoonStyle)이라는 이름의 웹사이트를 통해 라이프스타일 블로거로 활동한다.